# Макуа (язык)

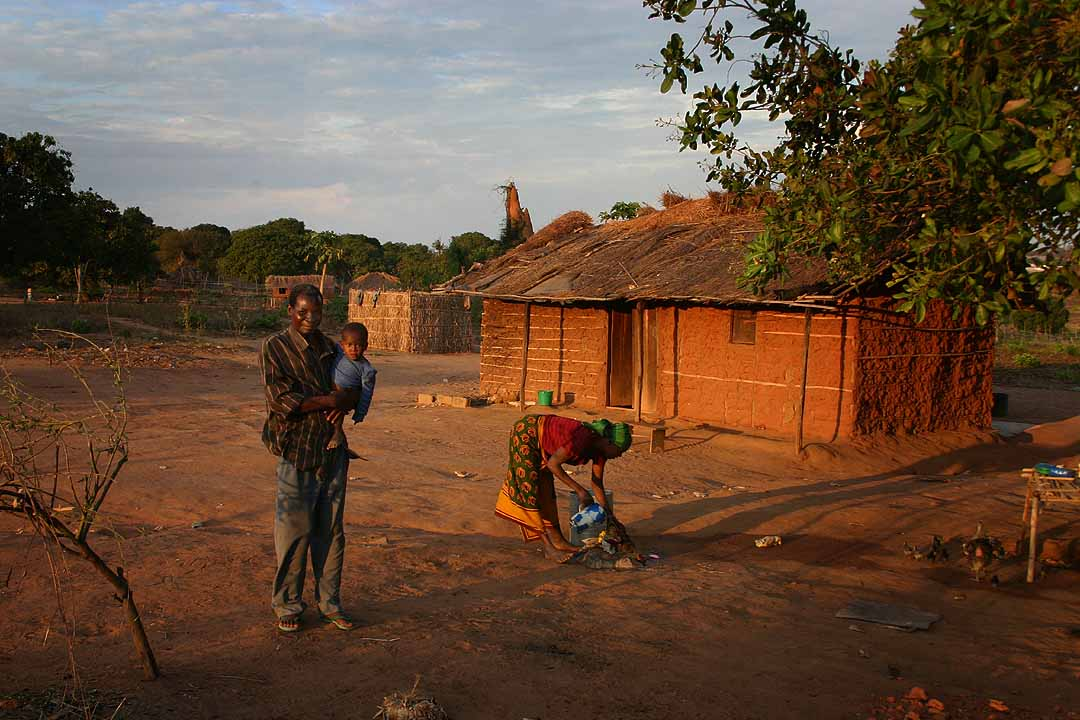
Семья макуа в городе Нампула

Макуа (макхува, имакуа) — язык группы банту. Носители — 2,5 млн чел., принадлежат к народности макуа, проживающей на севере реки Замбези в Мозамбике, в особенности в провинции Нампула. Язык является важнейшим туземным языком Мозамбика. Ближайший родственник языка ломве.
Алфавит на латинской основе: A a, Aa aa, C c, E e, Ee ee, F f, H h, I i, Ii ii, K k, Kh kh, L l, M m, N n, Ng' ng', Ny ny, O o, Oo oo, P p, Ph ph, R r, S s, T t, th th, Tt tt, Tth tth, U u, Uu uu, V v, W w, X x, Y y.